# Néa Péramos (ort i Grekland, Östra Makedonien och Thrakien)
Néa Péramos (Nea Peramos) är en ort i Grekland.   Den ligger i prefekturen Nomós Kaválas och regionen Östra Makedonien och Thrakien, i den nordöstra delen av landet, 300 km norr om huvudstaden Aten. Néa Péramos ligger 6 meter över havet och antalet invånare är 3 514.
Terrängen runt Néa Péramos är kuperad åt nordväst, men åt sydost är den platt. Havet är nära Néa Péramos åt sydost.  Närmaste större samhälle är Kavála, 14,3 km nordost om Néa Péramos. 